# Solana (Cagayan)
Solana è una municipalità di seconda classe delle Filippine, situata nella Provincia di Cagayan, nella Regione della Valle di Cagayan.
Solana è formata da 38 baranggay:
- Andarayan North
- Andarayan South
- Bangag
- Bantay
- Basi East
- Basi West
- Bauan East
- Bauan West
- Cadaanan
- Calamagui
- Calillauan
- Carilucud
- Cattaran
- Centro Northeast (Pob.)
- Centro Northwest (Pob.)
- Centro Southeast (Pob.)
- Centro Southwest (Pob.)
- Dassun
- Furagui

- Gadu
- Gen. Eulogio Balao
- Iraga
- Lanna
- Lannig
- Lingu
- Maddarulug (Santo Domingo)
- Maguirig
- Malalam-Malacabibi
- Nabbotuan
- Nangalisan
- Natappian East
- Natappian West
- Padul
- Palao
- Parug-parug
- Pataya
- Sampaguita
- Ubong